# Doubtful Islands
Doubtful Islands är öar i Australien. De ligger i delstaten Western Australia, omkring 440 kilometer sydost om delstatshuvudstaden Perth. Arean är 0,59 kvadratkilometer. Den sträcker sig 0,7 kilometer i nord-sydlig riktning, och 1,5 kilometer i öst-västlig riktning.
Genomsnittlig årsnederbörd är 655 millimeter. Den regnigaste månaden är juli, med i genomsnitt 104 mm nederbörd, och den torraste är februari, med 13 mm nederbörd.